# Ovidiu Hanganu
Pour les articles homonymes, voir Hanganu.
Ovidiu Cornel Hanganu est un footballeur roumain né le 12 mai 1970 à Ghelari. 

## Palmarès
- 12 sélections et 2 buts avec l'équipe de Roumanie entre 1991 et 1993.
- Vice-champion de Roumanie en 1993 avec le Dinamo Bucarest
- Vice-champion de Roumanie en 1996 avec le National Bucarest